# Smision
Smision (altgriechisch Σμισιών oder Ζμισιών) ist ein Monat des Kalenders von Magnesia am Mäander.
Über den Monat ist wenig bekannt, weder seine Stellung im Jahr noch die vor oder nach ihm liegenden Monate sind überliefert. Die inschriftlichen Quellen aus Magnesia erlauben auch keine Erschließung. Der Monat wurde aus unvollständig erhaltenen Inschriften auch anderen Kalender der ionischen Kalendergruppe zugeordnet, die Zuordnungen gelten jedoch nicht als gesichert. Für die Kalender von Chios und Erythrai wurde […]ισιών entsprechend ergänzt und für die magnesische Stadtgründung Antiochia in Pisidien legt eine Inschrift aus Magnesia nahe, dass der Monat dort ebenfalls in Gebrauch war.
Für den westgriechischen Kalender ist die Form Sminthios aus Rhodos bekannt, der auch im Jahr verortet werden kann. Mit dem magnesischen Smision kann er wegen der unterschiedlichen Struktur der ionischen und westgriechischen Kalendergruppen jedoch nicht verglichen werden.
Der Name wird auf das Fest Sminthia zurückgeführt, das vor allem in der Troas und den Inseln vor der kleinasiatischen Küste zu Ehren des Apollon Smintheus begangen wurde.